# Érik Bullot
Érik Bullot   (Soissons, 1963) és un cineasta francès. Va estudiar a l'Escola Nacional de Fotografia d'Arlés i a l'IDHEC de París. Les seves pel·lícules s'han projectat a nombrosos festivals i museus: Jeu de Paume (París), La Enana Marrón (Madrid), Biennale de l'Image en Mouvement (Ginebra), entre d'altres. S'ha publicat una monografia, amb un DVD, sobre la seva obra fílmica amb un text de Jacques Aumont (Editions Léo Scheer, 2003). És membre del col·lectiu pointligneplan, grup d'artistes i cineastes francesos que afavoreixen la difusió d'obres compreses entre el cine i l'art contemporani. Ha publicat diversos llibres i catàlegs: Tombeau pour un excentrique (novel·la), Jardins-rébus (assaig), Le Singe de la lumière (catàleg). És membre del comitè de redacció de la revista Cinéma i també col·labora amb la revista Trafic.
Ha impartit classes a l'Escola de Belles Arts de Marsella, a Fresnoy (Estudi Nacional d'Art Contemporani). Imparteix classes de cine a l'Escola Nacional d'Art de Bourges (França).